# Список українських спортсменів — учасників Європейських ігор 2015
Європейські ігри, або Європіада (англ. European Games) — універсальне пан'європейське міжнародне спортивне змагання з багатьох видів олімпійських та деяких неолімпійських видів та підвидів спорту за участю атлетів, які представляють національні олімпійські комітети Європи. Змагання є аналогом Азійських чи Панамериканських ігор.
Українські спортсмени — учасники Європейських ігор — виключно ті українські спортсмени, що брали участь у змаганнях чи перебували у заявці на найпрестижніших[джерело?] панєвропейських спортивних змаганнях — Європейських іграх та мають безпосередній стосунок до України, зокрема власне представники України, а також спортсмени, що представляли інші збірні до прийняття українського громадянства чи після того, як стали громадянами інших держав, уродженці України, що представляли інші національні команди на час участі на Європейських іграх, вихованці українського спорту, що народилися поза межами України та уродженці України, що представляли інші національні команди на час участі на Європіаді, а також етнічні українці та особи українського походження (українськими спортсменами їх можна вважати лише певною мірою, у дуже широкому значенні), що народилися поза межами України та представляли інші збірні.

## Перелік українських спортсменів— учасників Європейських ігор у складі національної збірної України
| #                                   | Прізвище та ім'я особи | Дата народження      | Дата смерті          | Місце народження                                               | Дисципліни | Регіон                                       | Найкращий результат (місце) | Фото                                        |  |
| Спортивна гімнастика                | Спортивна гімнастика   | Спортивна гімнастика | Спортивна гімнастика | Спортивна гімнастика                                           | Спортивна гімнастика | Спортивна гімнастика                         | Спортивна гімнастика        | Спортивна гімнастика                        |  |
| ----------------------------------- | ---------------------- | -------------------- | -------------------- | -------------------------------------------------------------- | --- | -------------------------------------------- | --------------------------- | ------------------------------------------- |  |
| 1                                   | Олег Верняєв           | 29 вересня 1993      |                      | Донецьк, Донецька область, Україна                             | командна першість, багатоборство, опорний стрибок, кільця, вільні вправи, паралельні бруси, перекладина, кінь серед чоловіків | Київ                                         | 1                           | mini                                        |  |
| 2                                   | Микита Єрмак           | 10 листопада 1993    |                      |                                                                | командна першість, багатоборство, кільця, вільні вправи, паралельні бруси, перекладина, кінь серед чоловіків                  | Київ                                         | 2                           |                                             |  |
| 3                                   | Ігор Радивілов         | 9 жовтня 1992        |                      | Маріуполь,Донецька область, Україна                            | командна першість, багатоборство, опорний стрибок, кільця, перекладина серед чоловіків                                        | Донецька область                             | 2                           | mini                                        |  |
| 4                                   | Ангеліна Кисла         | 15 лютого 1991       |                      | Київ, Україна                                                  | командна першість, багатоборство, опорний стрибок, вільні вправи, різновисокі бруси, колода серед жінок                       | Київ                                         | 14                          |                                             |  |
| 5                                   | Кристина Санькова      | 7 липня 1996         |                      |                                                                | командна першість, багатоборство, опорний стрибок, вільні вправи, різновисокі бруси, колода серед жінок                       | Луганська область                            | 14                          |                                             |  |
| 6                                   | Яна Федорова           | 2 лютого 1998        |                      |                                                                | командна першість, багатоборство, опорний стрибок, вільні вправи, різновисокі бруси, колода серед жінок                       | Київ                                         | 14                          |                                             |  |
| Художня гімнастика                  |                        |                      |                      |                                                                | |                                              |                             |                                             |  |
| 7                                   | Анастасія Возняк       | 9 грудня 1998        |                      |                                                                | абсолютна першість, вправи зі стрічкою, вправи з булавами та обручем серед жінок                                              | м. Київ                                      | 2                           |                                             |  |
| 8                                   | Євгенія Гомон          | 25 березня 1995      |                      | Запоріжжя, Запорізька область, Україна                         | абсолютна першість, вправи зі стрічкою, вправи з булавами та обручем серед жінок                                              | м. Київ                                      | 2                           |                                             |  |
| 9                                   | Олександра Грідасова   | 5 липня 1995         |                      | Харків, Харківська область, Україна                            | абсолютна першість, вправи зі стрічкою, вправи з булавами та обручем серед жінок                                              | м. Київ-АР Крим                              | 2                           |                                             |  |
| 10                                  | Валерія Гудим          | 1 березня 1995       |                      | Київ, Україна                                                  | абсолютна першість, вправи зі стрічкою, вправи з булавами та обручем серед жінок                                              | м. Київ                                      | 2                           |                                             |  |
| 11                                  | Олена Дмитраш          | 1 грудня 1991        |                      | Біла Церква, Київська область, Україна                         | абсолютна першість, вправи зі стрічкою, вправи з булавами та обручем серед жінок                                              | м. Київ                                      | 2                           |                                             |  |
| 12                                  | Ганна Різатдінова      | 15 жовтня 1993       |                      | Сімферополь, Крим, Україна                                     | абсолютна першість, вправи з м'ячем, обручем, стрічкою та булавами серед жінок                                                | м. Київ-АР Крим                              | 2                           | Ганна Різатдінова на Кубку Валентина (2013) |  |
| 13                                  | Елеонора Романова      | 17 серпня 1998       |                      | Краснодон, Луганська область, Україна                          | абсолютна першість, вправи з м'ячем, обручем, стрічкою та булавами серед жінок                                                |                                              | 12                          | mini                                        |  |
| Спортивна аеробіка                  |                        |                      |                      |                                                                | |                                              |                             |                                             |  |
| 14                                  | Максим Бубен           | 18 липня 1986        |                      |                                                                | змішані групи та пари | м. Київ                                      | 9                           |                                             |  |
| 15                                  | Володимир Дорошенко    | 5 квітня 1992        |                      |                                                                | змішані групи |                                              | 11                          |                                             |  |
| 16                                  | Олександр Болдарєв     | 31 травня 1989       |                      |                                                                | змішані групи | м. Київ                                      | 11                          |                                             |  |
| 17                                  | Юрій Швайко            | 4 листопада 1983     |                      |                                                                | змішані групи | Черкаська область                            | 11                          |                                             |  |
| 18                                  | Анастасія Ісаєнко      | 28 січня 1998        |                      |                                                                | змішані пари | Черкаська область                            | 9                           |                                             |  |
| 19                                  | Дар'я Гуцалюк          | 15 квітня 1994       |                      |                                                                | змішані групи | Донецька область                             | 11                          |                                             |  |
| 20                                  | Катерина Стоколос      | 13 вересня 1989      |                      |                                                                | | Донецька область                             |                             |                                             |  |
| Спортивна акробатика                |                        |                      |                      |                                                                | |                                              |                             |                                             |  |
| 21                                  | Діана Панчук           | 3 грудня 1996        |                      |                                                                | групи, багатоборство, баланс, динаміка серед жінок                                                                            | Донецька область                             | 4                           |                                             |  |
| 22                                  | Альона Федосенко       | 20 серпня 1984       |                      |                                                                | | Житомирська область                          |                             |                                             |  |
| 23                                  | Єлизавета Василига     | 2 жовтня 1998        |                      |                                                                | багатоборство, баланс, динаміка серед змішаних пар                                                                            | Вінницька область                            | 4                           | mini                                        |  |
| 24                                  | Надія Котляр           | 29 листопада 1993    |                      |                                                                | групи, багатоборство, баланс, динаміка серед жінок                                                                            | Донецька область                             | 4                           |                                             |  |
| 25                                  | Ганна Патченко         | 29 листопада 2000    |                      |                                                                | групи, багатоборство, баланс, динаміка серед жінок                                                                            | Вінницька область                            | 4                           |                                             |  |
| 26                                  | Олександр Шпинь        | 7 березня 1996       |                      |                                                                | багатоборство, баланс, динаміка серед змішаних пар                                                                            | Вінницька область                            | 4                           |                                             |  |
| Стрибки на батуті                   |                        |                      |                      |                                                                | |                                              |                             |                                             |  |
| 27                                  | Дмитро Бєдєвкін        | 9 червня 1996        |                      |                                                                | індивідуальні та синхронні стрибки на батуті серед чоловіків                                                                  | Харківська область                           | 8                           |                                             |  |
| 28                                  | Микола Просторов       | 18 грудня 1994       |                      |                                                                | індивідуальні та синхронні стрибки на батуті серед жінок                                                                      | Харківська область                           | 10                          |                                             |  |
| 29                                  | Марина Кийко           | 7 січня 1987         |                      | Київ, Україна                                                  | індивідуальні та синхронні стрибки на батуті серед жінок                                                                      | м. Київ                                      | 6                           |                                             |  |
| 30                                  | Наталія Москвіна       | 9 червня 1988        |                      |                                                                | індивідуальні та синхронні стрибки на батуті серед чоловіків                                                                  | Харківська область                           | 4                           |                                             |  |
| Стрибки у воду                      |                        |                      |                      |                                                                | |                                              |                             |                                             |  |
| 31                                  | Микита Кривопишин      | 27 липня 2001        |                      |                                                                | Індивідуальні стрибки з трампліну 1м                                                                                          | Миколаївська область                         | 7                           |                                             |  |
| 32                                  | Віталій Левченко       | 11 листопада 1999    |                      |                                                                | синхронні стрибки з трампліну 3м                                                                                              | Харківська область                           | 7                           |                                             |  |
| 33                                  | Євген Науменко         | 2 травня 2001        |                      |                                                                | | Запорізька область                           | 12                          |                                             |  |
| 34                                  | Микита Руденко         | 19 травня 2001       |                      |                                                                | Індивідуальні стрибки з трампліну 1 м, синхронні стрибки з трампліну 1 м та 3м                                                | Луганська область                            | 20                          |                                             |  |
| 35                                  | Маргарита Джусова      | 29 листопада 1998    |                      |                                                                | Індивідуальні стрибки з трампліну 1 м та 3 м, синхронні стрибки з трампліну 3м                                                | Запорізька область                           | 3                           |                                             |  |
| 36                                  | Валерія Люлько         | 18 вересня 1999      |                      |                                                                | синхронні стрибки з вишки 10 м                                                                                                | м. Київ                                      | 13                          |                                             |  |
| 37                                  | Влада Таценко          | 29 серпня 1999       |                      |                                                                | синхронні стрибки з вишки 10 м                                                                                                | Луганська область                            | 7                           |                                             |  |
| 38                                  | Діана Шелестюк         | 17 березня 1997      |                      | Миколаїв, Миколаївська область, Україна                        | Індивідуальні стрибки з трампліну 1 м та 3 м, синхронні стрибки з трампліну 3м                                                | Миколаївська область                         | 3                           |                                             |  |
| Синхронне плавання                  |                        |                      |                      |                                                                | |                                              |                             |                                             |  |
| 39                                  | Валерія Апрєлєва       | 1 квітня 1997        |                      |                                                                | командна першість серед жінок                                                                                                 | Харківська область                           | 3                           |                                             |  |
| 40                                  | Валерія Бережна        | 24 липня 2000        |                      |                                                                | командна першість серед жінок                                                                                                 | Харківська область                           | 3                           |                                             |  |
| 41                                  | Вероніка Гришко        | 31 серпня 2000       |                      |                                                                | командна першість серед жінок                                                                                                 | Харківська Донецька-Харківська область       | 3                           |                                             |  |
| 42                                  | Анна Єсіпова           | 19 січня 1997        |                      |                                                                | командна першість серед жінок                                                                                                 | Одеська-Харківська область                   | 3                           |                                             |  |
| 43                                  | Яна Наріжна            | 29 серпня 1999       |                      |                                                                | командна першість, дуети серед жінок                                                                                          | Харківська область                           | 3                           |                                             |  |
| 44                                  | Катерина Ткачова       | 21 жовтня 1998       |                      |                                                                | командна першість серед жінок                                                                                                 | Харківська область                           | 3                           |                                             |  |
| 45                                  | Олександра Філоненко   | 8 грудня 1997        |                      |                                                                | командна першість серед жінок                                                                                                 | Одеська-Харківська область                   | 3                           |                                             |  |
| 46                                  | Аліна Шинкаренко       | 14 листопада 1998    |                      |                                                                | командна першість серед жінок                                                                                                 | Донецька-Харківська область                  | 3                           |                                             |  |
| 47                                  | Єлизавета Яхно         | 4 червня 1998        |                      |                                                                | командна першість, дуети серед жінок                                                                                          | Донецька-Харківська область                  | 3                           |                                             |  |
| Плавання                            |                        |                      |                      |                                                                | |                                              |                             |                                             |  |
| 48                                  | Іван Адамович          | 18 червня 1997       |                      |                                                                | | Дніпропетровська область                     | 20                          |                                             |  |
| 49                                  | Кирило Гаращенко       | 16 квітня 1998       |                      |                                                                | | Запорізька область                           | 11                          |                                             |  |
| 50                                  | Іван Денисенко         | 16 березня 1997      |                      |                                                                | | м.Київ                                       | 4                           |                                             |  |
| 51                                  | Назарій Косило         | 2 січня 1997         |                      |                                                                | | Івано-Франківська область                    | 30                          |                                             |  |
| 52                                  | Євген Куркін           | 4 січня 1998         |                      |                                                                | | м.Київ, Донецька область                     | 8                           |                                             |  |
| 53                                  | Денис Мартинюк         | 11 лютого 1998       |                      |                                                                | |                                              | 26                          |                                             |  |
| 54                                  | В'ячеслав Огньов       | 29 січня 1998        |                      |                                                                | | м.Київ                                       | 4                           |                                             |  |
| 55                                  | Владислав Перепелиця   | 23 січня 1997        |                      |                                                                | | Запорізька область                           | 4                           |                                             |  |
| 56                                  | Ілля Підвальний        | 10 грудня 1997       |                      |                                                                | | м.Київ                                       | 11                          |                                             |  |
| 57                                  | Дмитро Прожога         | 1 червня 1997        |                      |                                                                | | Дніпропетровська область                     | 31                          |                                             |  |
| 58                                  | Ігор Проскура          | 27 квітня 1997       |                      |                                                                | | Рівненська область                           | 26                          |                                             |  |
| 59                                  | Андрій Хлопцов         | 10 грудня 1998       |                      |                                                                | | м.Київ                                       | 1                           |                                             |  |
| 60                                  | Сергій Шевцов          | 29 червня 1998       |                      |                                                                | | Запорізька область                           | 4                           |                                             |  |
| 61                                  | Маргарита Бокань       | 1 квітня 2000        |                      |                                                                | |                                              | 10                          |                                             |  |
| 62                                  | Юлія Гніденко          | 17 січня 2000        |                      |                                                                | | Дніпропетровська область                     | 12                          |                                             |  |
| 63                                  | Марина Колесникова     | 15 лютого 2000       |                      |                                                                | | Харківська область                           | 3                           |                                             |  |
| 64                                  | Тетяна Кудако          | 22 березня 2000      |                      |                                                                | | Дніпропетровська область                     | 11                          |                                             |  |
| 65                                  | Владислава Мазницька   | 24 січня 2000        |                      |                                                                | |                                              | 11                          |                                             |  |
| 66                                  | Валерія Тимченко       | 5 березня 1999       |                      |                                                                | | Харківська область                           | 10                          |                                             |  |
| Водне поло                          |                        |                      |                      |                                                                | |                                              |                             |                                             |  |
| 67                                  | Владислав Галясовський | 28 липня 2000        |                      |                                                                | командна першість серед чоловіків                                                                                             | Дніпропетровська область                     | 15                          |                                             |  |
| 68                                  | Денис Гусаков          | 15 травня 2000       |                      |                                                                | командна першість серед чоловіків                                                                                             |                                              | 15                          |                                             |  |
| 69                                  | Костянтин Давіскіба    | 9 січня 1999         |                      |                                                                | командна першість серед чоловіків                                                                                             | Одеська область                              | 15                          |                                             |  |
| 70                                  | Богдан Дзядик          | 21 березня 1999      |                      |                                                                | командна першість серед чоловіків                                                                                             | Львівська область                            | 15                          |                                             |  |
| 71                                  | Станіслав Дубелір      | 14 березня 1998      |                      |                                                                | командна першість серед чоловіків                                                                                             | Львівська область                            | 15                          |                                             |  |
| 72                                  | Владислав Дупін        | 7 січня 1998         |                      |                                                                | командна першість серед чоловіків                                                                                             |                                              | 15                          |                                             |  |
| 73                                  | Матвій Железняк        | 25 жовтня 1998       |                      |                                                                | командна першість серед чоловіків                                                                                             | Львівська область                            | 15                          |                                             |  |
| 74                                  | Павло Зімарьов         | 12 травня 1999       |                      |                                                                | командна першість серед чоловіків                                                                                             | Одеська область                              | 15                          |                                             |  |
| 75                                  | Микола Лещенко         | 22 травня 1998       |                      |                                                                | командна першість серед чоловіків                                                                                             | Одеська область                              | 15                          |                                             |  |
| 76                                  | Владислав Мужичук      | 6 травня 1998        |                      |                                                                | командна першість серед чоловіків                                                                                             | Харківська область                           | 15                          |                                             |  |
| 77                                  | Юрій Панас             | 29 листопада 1999    |                      |                                                                | командна першість серед чоловіків                                                                                             |                                              | 15                          |                                             |  |
| 78                                  | Савва Попик            | 26 січня 1998        |                      |                                                                | командна першість серед чоловіків                                                                                             | Львівська область                            | 15                          |                                             |  |
| 79                                  | Михайло Черпак         | 13 листопада 1998    |                      |                                                                | командна першість серед чоловіків                                                                                             | Харківська область                           | 15                          |                                             |  |
| Веслування на байдарках та каное    |                        |                      |                      |                                                                | |                                              |                             |                                             |  |
| 80                                  | Олександр Сенкевич     | 16 травня 1989       |                      | Вінниця, Вінницька область, Україна                            | К-1 200м | Вінницька область                            | 6                           |                                             |  |
| 81                                  | Євген Карабута         | 11 лютого 1992       |                      |                                                                | К- 2 200м |                                              | 10                          |                                             |  |
| 83                                  | Тарас Міщук            | 22 липня 1995        |                      | Львів, Львівська область, Україна                              | С-1 1000м |                                              | 5                           |                                             |  |
| 84                                  | Ігор Трунов            | 10 травня 1992       |                      | м. Дніпродзержинськ, Дніпропетровська область, Україна         | К-2 200м |                                              | 10                          |                                             |  |
| 85                                  | Віталій Цуркан         | 9 березня 1984       |                      |                                                                | К-1 1000м |                                              | 13                          |                                             |  |
| 86                                  | Юрій Чебан             | 5 липня 1986         |                      | Одеса, Одеська область, Україна                                | С-1 200м |                                              | 8                           |                                             |  |
| 87                                  | Дмитро Янчук           | 14 листопада 1992    |                      | Хмельницький, Хмельницька область, Україна                     | С-2 1000м |                                              | 5                           |                                             |  |
| 88                                  | Людмила Галушко        | 1 січня 1984         |                      |                                                                | |                                              | 12                          |                                             |  |
| 89                                  | Анастасія Горлова      | 2 лютого 1995        |                      |                                                                | |                                              | 12                          |                                             |  |
| 90                                  | Інна Грищун            | 29 вересня           |                      |                                                                | |                                              | 6                           |                                             |  |
| 91                                  | Марія Кічасова         | 20 липня 1993        |                      |                                                                | |                                              | 6                           |                                             |  |
| 92                                  | Марія Повх             | 8 січня 1993         |                      | Луцьк, Волинська область, Україна                              | |                                              | 3                           |                                             |  |
| 93                                  | Анастасія Тодорова     | 10 травня 1992       |                      | Білгород-Дністровський, Одеська область, Україна               | |                                              | 3                           |                                             |  |
| 94                                  | Світлана Римкевич      | 10 травня 1993       |                      |                                                                | |                                              | 8                           |                                             |  |
| Тріатлон (докладніше)               |                        |                      |                      |                                                                | |                                              |                             |                                             |  |
| 95                                  | Юлія Єлістратова       | 15 лютого 1988       |                      | Овруч, Житомирська область, Україна                            | олімпійська дистанція: плавання — 1,5 км, велосипед — 40 км, біг — 10 км                                                      | Житомирська                                  | 4                           |                                             |  |
| 96                                  | Інна Рижих             | 15 листопада 1985    |                      | Дніпропетровськ, Дніпропетровська область, Україна             | олімпійська дистанція | Дніпропетровська                             | 19                          |                                             |  |
| 97                                  | Олександра Степаненко  | 24 липня 1992        |                      |                                                                | олімпійська дистанція |                                              | 26                          |                                             |  |
| 98                                  | Іван Іванов            | 8 січня 1989         |                      |                                                                | олімпійська дистанція | Полтавська область                           | 28                          |                                             |  |
| 99                                  | Єгор Мартиненко        | 30 липня 1987        |                      | Житомир, Львівська область, Україна                            | олімпійська дистанція | Житомирська область                          | 10                          |                                             |  |
| 100                                 | Олексій Сюткін         | 19 вересня 1985      |                      |                                                                | олімпійська дистанція |                                              | 15                          |                                             |  |
| Шосейні велогонки                   |                        |                      |                      |                                                                | |                                              |                             |                                             |  |
| 101                                 | Тетяна Рябченко        | 29 серпня 1989       |                      | , , Україна                                                    | |                                              | 18                          | mini                                        |  |
| 102                                 | Ганна Соловей          | 31 січня 1992        |                      | Луганськ, Луганська область, Україна                           | |                                              | 2                           |                                             |  |
| 103                                 | Шарга Олена            | 21 грудня 1986       |                      |                                                                | шосейні велогонки |                                              |                             |                                             |  |
| 103                                 | Олена Демидова         |                      |                      |                                                                | шосейні велогонки |                                              |                             |                                             |  |
| 104                                 | Віталій Буц            | 24 жовтня 1986       |                      |                                                                | |                                              | 14                          | mini                                        |  |
| 105                                 | Андрій Василюк         | 29 серпня 1987       |                      |                                                                | |                                              | 18                          |                                             |  |
| 106                                 | Андрій Гривко          | 7 серпня 1983        |                      | Сімферополь, Крим, Україна                                     | |                                              | 2                           |                                             |  |
| 107                                 | Михайло Кононенко      | 30 жовтня 1987       |                      |                                                                | |                                              | 25                          |                                             |  |
| 108                                 | Денис Костюк           | 13 травня 1982       |                      |                                                                | |                                              | 31                          | mini                                        |  |
| 109                                 | Олександр Полівода     | 31 березня 1987      |                      |                                                                | |                                              | не фінішував                | mini                                        |  |
| Маунтінбайк                         |                        |                      |                      |                                                                | |                                              |                             |                                             |  |
| 110                                 | Яна Беломоіна          | 2 листопада 1992     |                      | Луцьк, Волинська область, Україна                              | |                                              | 7                           | mini                                        |  |
| 111                                 | Сергій Рисенко         | 15 березня 1980      |                      |                                                                | |                                              | 16                          | mini                                        |  |
| Велокрос BMX                        |                        |                      |                      |                                                                | |                                              |                             |                                             |  |
| 112                                 | Владислав Сапожников   | 15 травня 1994       |                      |                                                                | |                                              | 29                          |                                             |  |
| Фехтування                          |                        |                      |                      |                                                                | |                                              |                             |                                             |  |
| 113                                 | Богдан Нікішин         | 29 травня 1980       |                      | Дніпропетровськ, Дніпропетровська область, Україна             | шпага, індивідуальна та командна першість                                                                                     | Дніпропетровська область                     | 9                           |                                             |  |
| 114                                 | Клод Юнес              | 9 липня 1989         |                      |                                                                | рапіра, індивідуальна та командна першість                                                                                    | Львівська область                            | 15                          |                                             |  |
| 115                                 | Андрій Ягодка          | 6 липня 1988         |                      | Одеса, Одеська область, Україна                                | шабля, індивідуальна та командна першість                                                                                     | Одеська область                              | 1                           |                                             |  |
| 116                                 | Ольга Жовнір           | 8 червня 1989        |                      | Нетішин, Хмельницька область, Україна                          | шабля | Хмельницька область, М. Київ                 | 1                           | mini                                        |  |
| 117                                 | Аліна Комащук          | 24 квітня 1993       |                      | Нетішин, , україна                                             | шабля, індивідуальна та командна першість                                                                                     | Хмельницька область                          | 1                           | mini                                        |  |
| 118                                 | Олена Кравацька        | 22 червня 1992       |                      | Чернівці, Чернівці, Україна                                    | шабля, індивідуальна та командна першість                                                                                     | Одеська область                              | 1                           |                                             |  |
| 119                                 | Ольга Лелейко          | 21 липня 1977        |                      | Київ, Україна                                                  | рапіра, індивідуальна та командна першість                                                                                    | Київ                                         |                             |                                             |  |
| 120                                 | Ольга Харлан           | 4 вересня 1990       |                      | Миколаїв, Миколаївська область, Україна                        | шабля, індивідуальна та командна першість                                                                                     | Миколаївська область                         | 1                           |                                             |  |
| 121                                 | Яна Шемякіна           | 5 січня 1986         |                      | Львів, Львівська область, Україна                              | шпага, індивідуальна та командна першість                                                                                     | Львівська область                            | 9                           |                                             |  |
| Кульова стрільба                    |                        |                      |                      |                                                                | |                                              |                             |                                             |  |
| 122                                 | Роман Бондарук         | 20 червня 1974       |                      | Львів, Львівська область, Україна                              | | Львівська область                            | 5                           |                                             |  |
| 123                                 | Павло Коростильов      | 5 листопада 1997     |                      |                                                                | | Львівська область                            | 5                           |                                             |  |
| 124                                 | Сергій Куліш           | 17 квітня 1993       |                      |                                                                | | Черкаська область, Київ                      | 8                           |                                             |  |
| 125                                 | Денис Кушніров         | 12 грудня 1992       |                      |                                                                | | Дніпропетровська область, Україна            | 14                          |                                             |  |
| 126                                 | Олег Омельчук          | 7 червня 1983        |                      | Великі Селища Березнівського району, область, Україна          | | Рівненська область                           | 4                           |                                             |  |
| 127                                 | Юрій Сухоруков         | 29 березня 1968      |                      | Донецьк, Донецька область, Україна                             | | Донецька область                             | 7                           |                                             |  |
| 128                                 | Олег Царьков           | 22 березня 1988      |                      |                                                                | | Львівська область                            | 4                           |                                             |  |
| 129                                 | Ольга Голубченко       | 24 травня 1992       |                      |                                                                | | Дніпропетровська область                     | 30                          |                                             |  |
| 130                                 | Наталія Кальниш        | 2 липня 1974         |                      | м. Кривий Ріг, Дніпропетровська область, , Україна             | | Дніпропетровська область                     | 8                           |                                             |  |
| 131                                 | Поліна Конарьова       | 22 жовтня 1997       |                      |                                                                | | Дніпропетровська область                     | 21                          |                                             |  |
| 132                                 | Олена Костевич         | 14 квітня 1985       |                      | Хабаровськ, Хабаровський край, Російська Федерація             | | Чернігівська область                         | 4                           | mini                                        |  |
| 133                                 | Леся Леськів           | 17 жовтня 1963       |                      |                                                                | | Львівська область, Україна                   | 16                          |                                             |  |
| Стендова стрільба                   |                        |                      |                      |                                                                | |                                              |                             |                                             |  |
| 134                                 | Вікторія Червякова     | 8 серпня 1986        |                      | Харків, Харківська область, Україна                            | | Харківська область                           | 8                           |                                             |  |
| 135                                 | Микола Мільчев         | 3 листопада 1967     |                      | Одеса, Одеська область                                         | Одеська область | 8                                            | у центрі                    |                                             |  |
| Стрільба з лука                     |                        |                      |                      |                                                                | |                                              |                             |                                             |  |
| 136                                 | Георгій Іваницький     | 6 травня 1992        |                      |                                                                | командна першість серед чоловіків                                                                                             | Львівська область                            | 1                           |                                             |  |
| 137                                 | Маркіян Івашко         | 15 травня 1979       |                      |                                                                | командна першість серед чоловіків                                                                                             | Львівська область                            | 1                           |                                             |  |
| 138                                 | Віктор Рубан           | 24 травня 1981       |                      | м. Харків, Харківська область, Україна                         | командна першість серед чоловіків                                                                                             | Харківська область                           | 1                           | mini                                        |  |
| 139                                 | Вероніка Марченко      | 3 квітня 1993        |                      | , ,                                                            | командна першість серед жінок                                                                                                 | Львівська область                            | 3                           |                                             |  |
| 140                                 | Анастасія Павлова      | 9 лютого 1995        |                      |                                                                | командна першість серед жінок                                                                                                 | Херсонська область                           | 3                           |                                             |  |
| 141                                 | Лідія Січенікова       | 3 лютого 1993        |                      | Чернівці, Чернівецька область, Україна                         | командна першість серед жінок                                                                                                 | Чернівецька область                          | 3                           |                                             |  |
| Греко-римська боротьба (докладніше) |                        |                      |                      |                                                                | |                                              |                             |                                             |  |
| 142                                 | Жан Беленюк            | 24 січня 1991        |                      | Київ, Україна                                                  | вагова категорія до 85 кг | Київ, Запорізька область                     | 2                           | mini                                        |  |
| 143                                 | Денис Дем'янков        | 29 червня 1988       |                      |                                                                | вагова категорія до 66 кг | Запорізька область                           | 5                           |                                             |  |
| 144                                 | Дмитро Косенок         | 15 лютого 1992       |                      |                                                                | вагова категорія до 59 кг |                                              | 24                          |                                             |  |
| 145                                 | Микола Кучмій          | 28 лютого 1992       |                      |                                                                | вагова категорія до 130 кг | Київ, Донецька область                       | 9                           |                                             |  |
| 146                                 | Дмитро Пишков          | 8 серпня 1986        |                      | Стаханов, Луганська область, Україна                           | вагова категорія до 75 кг | Луганська область, Київ                      | 3                           |                                             |  |
| 147                                 | Микола Савченко        | 14 серпня 1985       |                      |                                                                | вагова категорія до 71 кг | Миколаївська область, Кіровоградська область | 7                           |                                             |  |
| 148                                 | Дімітрій Тімченко      | 1 квітня 1983        |                      |                                                                | вагова категорія до 98 кг | Харківська область                           | 2                           |                                             |  |
| 149                                 | Олександр Шишман       | 4 січня 1989         |                      |                                                                | вагова категорія до 80 кг | Донецька область, Запорізька область         | 5                           |                                             |  |
| Вільна боротьба (докладніше)        |                        |                      |                      |                                                                | |                                              |                             |                                             |  |
| 150                                 | Валерій Андрійцев      | 27 лютого 1987       |                      | Київ, Україна                                                  | вагова категорія до 97 кг | Київ,Київська область                        | 3                           |                                             |  |
| 151                                 | Рустам Дудаєв          | 19 січня 1990        |                      |                                                                | вагова категорія до 74 кг | Одеська область                              | 16                          |                                             |  |
| 152                                 | Андрій Квятковський    | 2 лютого 1990        |                      | Калуш, Івано-Франківська область, Україна                      | вагова категорія до 65 кг | Львівська область, Тернопільська область     | 17                          |                                             |  |
| 153                                 | Тарас Маркович         | 9 березня 1995       |                      |                                                                | вагова категорія до 57 кг | Київська область - Івано-Франківська область | 9                           |                                             |  |
| 154                                 | Олексій Мельник        | 12 листопада 1984    |                      |                                                                | вагова категорія до 70 кг | Київ,Львівська область                       | 7                           |                                             |  |
| 155                                 | Дмитро Рочняк          | 5 жовтня 1988        |                      |                                                                | вагова категорія до 86 кг | Тернопільська область,Вінницька область      | 11                          |                                             |  |
| 156                                 | Олександр Хоцянівський | 20 липня 1990        |                      | Донецьк, Донецька область, Україна                             | вагова категорія до 125 кг | Донецька область,Хмельницька область         |                             |                                             |  |
| 157                                 | Василь Шуптар          | 27 січня 1991        |                      |                                                                | вагова категорія до 61 кг | Київ,Львівська область                       | 3                           |                                             |  |
| 158                                 | Оксана Ващук           | 4 березня 1989       |                      | Іваничі, Волинська область, Україна                            | вагова категорія до 75 кг | Львівська область,Волинська область          | 7                           |                                             |  |
| 159                                 | Оксана Гергель         | 20 червня 1994       |                      | Іваничі, Волинська область, Україна                            | вагова категорія до 60кг | Львівська область,Волинська область          | 5                           |                                             |  |
| 160                                 | Лілія Горішна          | 28 грудня 1994       |                      |                                                                | агова категорія до 53 кг | Львівська область, Волинська область         | 5                           |                                             |  |
| 161                                 | Тетяна Кіт             | 1 вересня 1994       |                      |                                                                | вагова категорія до кг | Львівська область, Івано-Франківська область | 5                           |                                             |  |
| 162                                 | Олександра Когут       | 9 грудня 1987        |                      |                                                                | вагова категорія до 48 кг | Львівська область                            | 8                           |                                             |  |
| 163                                 | Тетяна Лавренчук       | 3 березня 1993       |                      |                                                                | вагова категорія 58 кг | Львівська область,Житомирська область        | 2                           |                                             |  |
| 164                                 | Аліна Махиня           | 3 січня 1991         |                      | , ,                                                            | вагова категорія до 69 кг | Донецька область,Хмельницька область         | 1                           |                                             |  |
| 165                                 | Юлія Ткач              | 26 вересня1998       |                      | м. Ковель, Волинська область, Україна                          | вагова категорія до 63 кг | Львівська область, Волинська область         | 2                           |                                             |  |
| Пара-дзюдо\|                        |                        |                      |                      |                                                                | |                                              |                             |                                             |  |
| 166                                 | Олександр Помінов      | 22 липня 1976        |                      | , ,                                                            | вагова категорія понад 90 кг серед спортсменів з вадами зору                                                                  | Рівненська область                           | 1                           |                                             |  |
| 167                                 | Наталія Ніколайчик     | 13 вересня 1986      |                      |                                                                | вагова категорія понад 90 кг серед спортсменів з вадами зору                                                                  | Рівненська область                           | 3                           |                                             |  |
| 168                                 | Інна Черняк            | 26 березня 1988      |                      | Запоріжжя, Запорізька область, Україна                         | вагова категорія понад 90 кг серед спортсменів з вадами зору                                                                  | Запорізька область                           | 2                           |                                             |  |
| Дзюдо                               |                        |                      |                      |                                                                | |                                              |                             |                                             |  |
| 169                                 | Георгій Зантарая       | 21 жовтня 1987       |                      | Галі, Апхацеті, Грузія                                         | вагова категорія до 66 кг, командна першість                                                                                  |                                              | 3                           | mini                                        |  |
| 170                                 | Сергій Дребот          | 16 травня 1987       |                      | Івано-Франківськ, Івано-Франківська область, Україна           | вагова категорія до 73 кг, командна першість                                                                                  |                                              | 3                           |                                             |  |
| 171                                 | Артем Хомула           | 19 травня 1995       |                      | , ,                                                            | вагова категорія до 73 кг, командна першість                                                                                  |                                              | 3                           |                                             |  |
| 172                                 | Віталій Дудчик         | 11 березня 1984      |                      | , ,                                                            | вагова категорія до 81 кг, командна першість                                                                                  |                                              |                             |                                             |  |
| 173                                 | Вадим Синявський       | 2 грудня 1987        |                      | , ,                                                            | вагова категорія до 90 кг, командна першість                                                                                  |                                              | 3                           |                                             |  |
| 174                                 | Кеджау Ньябалі         | 8 липня 1990         |                      | , ,                                                            | вагова категорія до 90 кг, командна першість                                                                                  |                                              | 3                           |                                             |  |
| 175                                 | Артем Блошенко         | 1 лютого 1985        |                      | Донецьк, Донецька область, Україна                             | вагова категорія до 100 кг |                                              | 17                          |                                             |  |
| 176                                 | Яків Хаммо             | 11 червня 1994       |                      | , ,                                                            | вагова категорія понад 100 кг, командна першість (вагова категорія понад 90 кг)                                               |                                              | 3                           |                                             |  |
| 177                                 | Олександр Гордієнко    | 21 січня 1991        |                      | , ,                                                            | вагова категорія понад 100 кг, командна першість (вагова категорія понад 90 кг)                                               |                                              | 3                           |                                             |  |
| 178                                 | Марина Черняк          | 26 березня 1988      |                      | , ,                                                            | вагова категорія до 48 кг |                                              | 5                           |                                             |  |
| 179                                 | Тетяна Левицька        | 7 квітня 1990        |                      |                                                                | вагова категорія до 52 кг |                                              | 7                           |                                             |  |
| 180                                 | Вікторія Туркс         | 20 жовтня 1987       |                      |                                                                | вагова категорія до 78 кг |                                              | 7                           |                                             |  |
| 181                                 | Світлана Яремка        | 9 квітня 1989        |                      | , ,                                                            | вагова категорія понад 78 кг                                                                                                  |                                              | 3                           |                                             |  |
| 182                                 | Ірина Кіндзерська      | 13 червня 1991       |                      | , ,                                                            | вагова категорія понад 78 |                                              | 7                           |                                             |  |
| Самбо                               |                        |                      |                      |                                                                | |                                              |                             |                                             |  |
| 183                                 | Дмитро Бабійчук        | 14 січня 1984        |                      | Прикордонна Улашанівка, Славутський район, Хмельницька область | вагова категорія до 74 кг |                                              |                             |                                             |  |
| 184                                 | Іван Васильчук         | 26 вересня 1984      |                      |                                                                | вагова категорія до 90 кг |                                              | 7                           |                                             |  |
| 185                                 | Олексій Полтавцев      | 25 березня 1987      |                      |                                                                | вагова категорія до 57 кг |                                              | 7                           |                                             |  |
| 186                                 | Размік Тоноян          | 28 вересня 1988      |                      | [                                                              | вагова категорія до 100 кг |                                              | 3                           |                                             |  |
| 187                                 | Надія Герасименко      | 16 січня 1982        |                      |                                                                | вагова категорія до 68 кг |                                              | 7                           |                                             |  |
| 188                                 | Олена Сайко            | 14 жовтня 1987       |                      |                                                                | вагова категорія до 64 кгш |                                              | 2                           |                                             |  |
| тхеквондо                           |                        |                      |                      |                                                                | |                                              |                             |                                             |  |
| 189                                 | Марина Конєва          | 19 жовтня 1987       |                      |                                                                | вагова категорія більше 67 кг                                                                                                 |                                              | 5                           |                                             |  |
| 190                                 | Ірина Ромолданова      | 25 травня            |                      |                                                                | вагова категорія до 49 кг |                                              | 6                           |                                             |  |
| 191                                 | Тетяна Тетеревятникова | 27 березня 1989      |                      |                                                                | вагова категорія до 67 кг |                                              | 5                           |                                             |  |
| карате                              |                        |                      |                      |                                                                | |                                              |                             |                                             |  |
| 192                                 | Ярослав Горуна         | 26 липня 1990        |                      |                                                                | вагова категорія до | Львівська область                            | 5                           |                                             |  |
| 193                                 | Ілля Нікулін           | 18 червня 1989       |                      |                                                                | вагова категорія до | Львівська область                            | 7                           |                                             |  |
| 194                                 | Катерина Крива         | 6 лютого 1992        |                      |                                                                | вагова категорія до | Львівська область                            | 4                           |                                             |  |
| Бокс                                |                        |                      |                      |                                                                | |                                              |                             |                                             |  |
| 195                                 | Ігор Сопінський        | 19 січня 1994        |                      |                                                                | Вагова категорія до 49 кг | Київська область                             |                             |                                             |  |
| 196                                 | Дмитро Замотаєв        | 4 квітня 1995        |                      |                                                                | Вагова категорія 52 кг | Запорізька область                           | 3                           |                                             |  |
| 197                                 | Юрій Шестак            | 26 квітня 1993       |                      |                                                                | Вагова категорія 56 кг | Харківська область                           |                             |                                             |  |
| 198                                 | Тимур Біляк            | 29 вересня 1995      |                      |                                                                | Вагова категорія 60 кг | Дніпропетровська область                     |                             |                                             |  |
| 199                                 | Віктор Петров          | 16 травня 1996       |                      | , ,                                                            | Вагова категорія 64 кг | Київська область                             | 3                           |                                             |  |
| 200                                 | Ярослав Самофалов      | 16 січня 1995        |                      |                                                                | Вагова категорія 69 кг | Київська область                             | 3                           |                                             |  |
| 201                                 | Владислав Войталюк     | 17 листопада 1991    |                      |                                                                | Вагова категорія 75кг | Дніпропетровська область                     |                             |                                             |  |
| 202                                 | Олександр Хижняк       | 3 серпня 1995        |                      | Полтава, Полтавська область, Україна                           | Вагова категорія 81кг | Полтавська область                           | 3                           |                                             |  |
| 203                                 | Геворг Манукян         | 28 липня 1993        |                      |                                                                | Вагова категорія 91 кг | Київська область                             | 2                           |                                             |  |
| 204                                 | Владислав Сіренко      | 7 лютого 1995        |                      |                                                                | Вагова категорія понад 91 кг                                                                                                  | Київська область                             |                             |                                             |  |
| 205                                 | Тетяна Коб             | 25 жовтня 1987       |                      |                                                                | Вагова категорія 51 кг серед жінок                                                                                            | Волинська область                            |                             |                                             |  |
| 206                                 | Катерина Шамбір        | 19 травня 1986       |                      |                                                                | Вагова категорія 75 кг серед жінок                                                                                            | Рівненська область                           |                             |                                             |  |
| Баскетбол 3 на 3                    |                        |                      |                      |                                                                | |                                              |                             |                                             |  |
| 207                                 | Ольга Мазніченко       | 24 липня 1991        |                      | Миргород, Полтавська область, Україна                          | командна першість серед жінок                                                                                                 | Київська область                             | 2                           |                                             |  |
| 208                                 | Кристина Мацко         | 15 червня 1991       |                      | Івано-Франківськ, Івано-Франківська область, Україна           | командна першість серед жінок                                                                                                 | Івано-Франківська область                    | 2                           |                                             |  |
| 209                                 | Вікторія Пазюк         | 11 лютого 1985       |                      | Бар, Вінницька область, Україна                                | командна першість серед жінок                                                                                                 | Івано-Франківська область                    | 2                           |                                             |  |
| 210                                 | Ганна Зарицька         | 8 червня 1986        |                      | Бердянськ, Запорізька область, Україна                         | командна першість серед жінок                                                                                                 |                                              | 2                           |                                             |  |
| Пляжний волейбол                    |                        |                      |                      |                                                                | |                                              |                             |                                             |  |
| 211                                 | Інна Махно             | 15 листопада 1994    |                      |                                                                | жіночий турнір | м. Київ                                      | 25                          |                                             |  |
| 212                                 | Ірина Махно            | 15 листопада 1994    |                      |                                                                | жіночий турнір | м. Київ                                      | 25                          |                                             |  |
| 213                                 | Єлизавета Сулима       | 10 листопада 1995    |                      | , ,                                                            | жіночий турнір | Сумська область                              | 17                          |                                             |  |
| 214                                 | Дар'я Удовенко         | 19 червня 1996       |                      |                                                                | жіночий турнір | Сумська область                              | 17                          |                                             |  |
| 215                                 | Ярослав Гордєєв        | 15 червня 1992       |                      | , ,                                                            | чоловічий турнір | Чернігівська область                         | 25                          |                                             |  |
| 216                                 | Олексій Денін          | 2 березня 1992       |                      |                                                                | чоловічий турнір | Чернігівська область                         | 17                          |                                             |  |
| 217                                 | Владислав Ємельянчик   | 21 грудня 1992       |                      |                                                                | чоловічий турнір | Запорізька область                           | 25                          |                                             |  |
| 218                                 | Олег Плотницький       | 5 червня 1997        |                      |                                                                | чоловічий турнір | Харківська область                           | 17                          |                                             |  |
| Пляжний футбол                      |                        |                      |                      |                                                                | |                                              |                             |                                             |  |
| 219                                 | Костянтин Андрєєв      | 16 грудня 1986       |                      | Запоріжжя, Запорізька область, Україна                         | командна першість серед чоловіків                                                                                             |                                              | 6                           |                                             |  |
| 220                                 | Андрій Борсук          | 16 грудня 1985       |                      | Київ, Україна                                                  | командна першість серед чоловіків                                                                                             |                                              | 6                           |                                             |  |
| 221                                 | Ігор Борсук            | 6 квітня 1983        |                      | Київ, Україна                                                  | командна першість серед чоловіків                                                                                             |                                              | 6                           |                                             |  |
| 222                                 | Олег Будзько           | 17 грудня 1989       |                      | Київ, Україна                                                  | командна першість серед чоловіків                                                                                             |                                              | 6                           |                                             |  |
| 223                                 | Олексій Іллічов        | 16 липня 1987        |                      | Київ, Україна                                                  | командна першість серед чоловіків                                                                                             |                                              | 6                           |                                             |  |
| 224                                 | Володимир Гладченко    | 14 листопада 1984    |                      | с. Кочерів, Житомирська область                                | командна першість серед чоловіків                                                                                             |                                              | 6                           |                                             |  |
| 225                                 | Олег Зборовський       | 31 березня 1982      |                      | с. Федорівка, Житомирська область                              | командна першість серед чоловіків                                                                                             |                                              | 6                           |                                             |  |
| 226                                 | Олександр Корнійчук    | 13 серпня 1983       |                      | Київ, Україна                                                  | командна першість серед чоловіків                                                                                             |                                              | 6                           |                                             |  |
| 227                                 | Дмитро Медвідь         | 28 грудня 1988       |                      | Київ, Україна                                                  | командна першість серед чоловіків                                                                                             |                                              | 6                           |                                             |  |
| 228                                 | Віктор Пантелейчук     | 30 вересня 1985      |                      | Київ, Україна                                                  | командна першість серед чоловіків                                                                                             |                                              | 6                           |                                             |  |
| 229                                 | Роман Пачев            | 10 вересня 1987      |                      | смт. Велика Михайлівка, Одеська область                        | командна першість серед чоловіків                                                                                             |                                              | 6                           |                                             |  |
| 230                                 | Віталій Сидоренко      | 22 грудня 1981       |                      | Київ                                                           | командна першість серед чоловіків                                                                                             |                                              | 6                           |                                             |  |
| Бадмінтон                           |                        |                      |                      |                                                                | |                                              |                             |                                             |  |
| 231                                 | Дмитро Завадський      | 4 листопада 1988     |                      | , ,                                                            | | Харківська область                           |                             |                                             |  |
| 232                                 | Геннадій Натаров       | 23 січня 1992        |                      | , ,                                                            | | Харківська область                           |                             |                                             |  |
| 233                                 | Артем Почтарьов        | 24 липня 1993        |                      |                                                                | | Харківська область                           |                             |                                             |  |
| 234                                 | Наталія Войцех         | 21 червня 1992       |                      |                                                                | | Дніпропетровська область                     |                             |                                             |  |
| 235                                 | Єлизавета Жарка        | 14 червня 1992       |                      |                                                                | | Харківська область                           |                             |                                             |  |
| 236                                 | Юлія Казарінова        | 2 січня1992          |                      |                                                                | | Миколаївська область                         |                             |                                             |  |
| 237                                 | Марія Улітіна          | 5 листопада 1991     |                      | Дніпропетровськ, Дніпропетровська область, Україна             | | Дніпропетровська область                     |                             |                                             |  |
| Настільний теніс                    |                        |                      |                      |                                                                | |                                              |                             |                                             |  |
| 238                                 | Маргарита Песоцька     | 9 серпня 1991        |                      | Київ, Україна                                                  | командна та індивідуальна першість серед жінок                                                                                |                                              | 4                           |                                             |  |
| 239                                 | Тетяна Біленко         | 23 листопада 1983    |                      | Харків, Харківська область, Україна                            | командна та індивідуальна першість серед жінок                                                                                | Харківська область                           | 4                           |                                             |  |
| 240                                 | Ганна Гапонова         | 28 жовтня 1985       |                      | Харків, Харківська область, Україна                            | командна та індивідуальна першість серед жінок                                                                                | Харківська область                           | 4                           |                                             |  |
| 241                                 | Ярослав Жмуденко       | 24 вересня 1989      |                      | Умань, Черкаська область, Україна                              | командна та індивідуальна першість серед чоловіків                                                                            | Черкаська область                            | 9                           |                                             |  |
| 242                                 | Лей Коу                | 20 листопада 1987    |                      | Пекін, Пекін, Китай                                            | командна та індивідуальна першість серед чоловіків                                                                            | Донецька область                             | 3                           | mini                                        |  |
| 243                                 | Іван Катков            | 2 квітня 1984        |                      | , ,                                                            | командна та індивідуальна першість серед чоловіків                                                                            | Донецька область-Полтавська область          | 9                           |                                             |  |

## Перелік українських спортсменів— учасників Європейських ігор у складі зарубіжних збірних
Таблиця 2. Українські спортсмени — учасники Європейських ігор у складі збірних команд іноземних держав
| Позиція | Прізвище та ім'я особи      | Дата народження   | Дата смерті | Місце народження                                  | Роки участі в іграх | Країна, яку представляв | Вид спорту                       | Дисципліни                                                                                                  | Найкращий результат(місце) | Період виступів | Фото     |  |
| ------- | --------------------------- | ----------------- | ----------- | ------------------------------------------------- | ------------------- | ----------------------- | -------------------------------- | --- | -------------------------- | --------------- | -------- |  |
| 1       | Микола Куксенков            | 2 червня 1989     |             | Київ, Україна                                     | 2015                | Російська Федерація     | Спортивна гімнастика             | Командна першість серед чоловіків                                                                           | 1                          | 2015-           |          |  |
| 2       | Олег Степко                 | 23 березня        |             | Запоріжжя, Україна                                | 2015                | Азербайджан             | Спортивна гімнастика             | Командна першість, багатоборство, кінь                                                                      | 2                          | 2015-           | mini     |  |
| 3       | Петро Пахнюк                | 26 листопада 1991 |             | Київ, Україна                                     | 2015                | Азербайджан             | Спортивна гімнастика             | Командна першість серед чоловіків                                                                           | 3                          | 2015-           |          |  |
| 4       | Наталія Синишин             | 3 липня 1985      |             | Львів, Україна                                    | 2015                | Азербайджан             | вільна боротьба                  | вагова категорія до                                                                                         | 3                          | 2015-           |          |  |
| 5       | Марія Стадник               | 3 червня 1988     |             | Львів, Україна                                    | 2015                | Азербайджан             | вільна боротьба                  | вагова категорія до 48 кг                                                                                   | 1                          | 2015-           |          |  |
| 6       | Ірина Заріцька              | 4 березня 1996    |             | Черновидська, ,                                   | 2015                | Азербайджан             | вільна боротьба                  | | 1                          | 2015-           |          |  |
| 7       | Дмитро Овчаров              | 2 вересня 1988    |             | Київ, Україна                                     | 2015                | Німеччина               | настільний теніс                 | Індивідуальна та командна першість                                                                          |                            | 2015-           | у центрі |  |
| 8       | Сергій Ріхтер               | 23 квітня 1989    |             | , , Україна                                       | 2015                | Ізраїль                 | кульова стрільба                 | стрільба пневматичної гвинтівки з 10 м                                                                      | 3                          | 2015-           |          |  |
| 9       | Валентин Демьяненко         | 23 жовтня 1983    |             | , , Україна                                       | 2015                |                         | веслування на байдарках та каное | веслування на каное-одиночці, 200 м                                                                         | 2                          | 2015-           |          |  |
| 10      | Тарас Матвійчук             |                   |             | , , Україна                                       | 2015                | Азербайджан             | Веслування на байдарках та каное | |                            | 2015-           |          |  |
| 11      | Сергій Безуглий             |                   |             | , , Україна                                       | 2015                | Азербайджан             | Веслування на байдарках та каное | |                            | 2015-           |          |  |
| 12      | Олексій Купін               | 19 лютого 1995    |             | , , Україна                                       | 2015                | Азербайджан             | Веслування на байдарках та каное | |                            | 2015-           |          |  |
| 13      | Влада Косицька              | 26 вересня 1990   |             | , , Україна                                       | 2015                | Грузія                  | Веслування на байдарках та каное | |                            | 2015-           |          |  |
| 14      | Ростислав Певцов            | 15 квітня 1987    |             | Харків, Україна                                   | 2015                | Азербайджан             | Тріатлон                         | | 3                          | 2015-           |          |  |
| 15      | Ксенія Левковська           | 13 жовтня 1989    |             | Харків, Україна                                   | 2015                | Азербайджан             | Тріатлон                         | |                            | 2015-           | mini     |  |
| 16      | Тарас Сенюк                 | 9 березня 1990    |             |                                                   | 2015                | Азербайджан             | стрільба з лука                  | Індивідуальна та командна першість                                                                          |                            | 2015-           |          |  |
| 17      | Ольга Сенюк                 | 23 січня 1991     |             | , , Молдова                                       | 2015                | Азербайджан             | стрільба з лука                  | Індивідуальна та командна першість                                                                          |                            | 2015-           |          |  |
| 18      | Інна Осипенко-Радомська     |                   |             | , , Україна                                       | 2015                | Азербайджан             | Веслування на байдарках та каное | |                            | 2015-           |          |  |
| 19      | Надія Семенцова             |                   |             |                                                   | 2015                |                         | вільна боротьба                  | |                            | 2015-           |          |  |
| 20      | Юлія Лобженідзе             | 23 серпня, 1977   |             | Львів, Україна                                    | 2015                | Грузія                  | стрільба з лука                  | Індивідуальна та командна першість                                                                          |                            | 2015-           |          |  |
| 21      | Христина Себо               |                   |             | Львів, Україна                                    | 2015                | Грузія                  | стрільба з лука                  | Індивідуальна та командна першість                                                                          |                            | 2015-           |          |  |
| 22      | Ірина Микитюк               | 19 січня, 1986    |             | Чернівці, Україна                                 | 2015                | Грузія                  | Легка атлетика                   | потрійний стрибок                                                                                           |                            | 2015-           |          |  |
| 23      | Олена Павлишина             |                   |             |                                                   | 2015                | Азербайджан             | велоспорт                        | |                            | 2015-           |          |  |
| 24      | Максим Аверін               |                   |             | , , Україна                                       | 2015                | Азербайджан             | велоспорт                        | |                            | 2015-           |          |  |
| 25      | Марина Дурунда              |                   |             | , , Україна                                       | 2015                | Азербайджан             | художня гімнастика               | абсолютна першість, вправи зі стрічкою, з булавами та обручем                                               |                            | 2015-           |          |  |
| 26      | Яна Раттіген-Стадник        |                   |             | , , Україна                                       | 2015                | Велика Британія         | вільна боротьба                  | |                            | 2015-           |          |  |
| 27      | Олег Тарнавський            |                   |             | , , Україна                                       | 2015                | Молдова                 | Веслування на байдарках та каное | |                            | 2015-           |          |  |
| 28      | Руслан Адріано Крістофорі   | 23 лютого1997     |             | Херсон, Україна                                   | 2015                | Італія                  | Стрибки у воду                   | Стрибки у воду з трампліна                                                                                  | 3                          | 2015-           |          |  |
| 29      | Денис Каліберда             | 24 червня 1990    |             | Полтава, Україна                                  | 2015                | Німеччина               | волейбол                         | Командна першість серед чоловіків                                                                           | 1                          | 2015-           |          |  |
| 30      | Валентина Ляшенко           | 30 січня 1981     |             | , , Україна                                       | 2015                | Грузія                  | Легка атлетика                   | потрійний стрибок                                                                                           |                            | 2015-           |          |  |
| 31      | Карина Лихвар               | 11 грудня 1998    |             | Ромни, Сумська область, Україна                   | 2015                |                         | Художня гімнастика               | групи, групові вправи зі стрічкою, групові вправи з обручею та булавами                                     | 2                          | 2015-           |          |  |
| 32      | Ганна Князєва-Міненко       | 25 вересня 1989   |             | Переяслав-Хмельницький, Київська область, Україна | 2015                | Ізраїль                 | Легка атлетика                   | командна першість серед жінок, зокремапотрійний стрибок (у потрійному стрибку — 1-е місце)                  | 2                          | 2015-           |          |  |
| 33      | Євгенія Заболотна-Загинайко | 25 вересня 1984   |             | Джанкой, Крим, Україна                            | 2015                | Грузія                  | Легка атлетика                   | командна першість, зокрема метання молоту (у метанні молоту — 4-е місце)                                    | 3                          | 2015-           |          |  |
| 34      | Маргарита Дорожон           | 4 вересня 1989    |             | Дніпропетровськ, Україна                          | 2015                | Ізраїль                 | Легка атлетика                   | командна першість, зокрема метання спису (у метанні спису — 1-е місце)                                      | 3                          | 2015-           |          |  |
| 35      | Віктор Загинайко            | 25 вересня 1984   |             | Джанкой, Крим, Україна                            | 2015                | Ізраїль                 | Легка атлетика                   | командна першість, зокремаметання молоту (у метанні молоту — 6-е місце)                                     | 3                          | 2015-           |          |  |
| 36      | Ганна Скидан                | 14 травня 1992    |             | Красний Луч, Луганська область, Україна           | 2015                |                         | Легка атлетика                   | командна першість, зокрема метання молоту (2-е місце),метання диску (3-е місце), штовхання ядра (5-е місце) | 5                          | 2015-           |          |  |
| 37      | Анастасія Мучкаєва          | 18 липня 1991     |             | Ялта, Крим, Україна                               | 2015                | Ізраїль                 | Легка атлетика                   | командна першість, зокрема штовхання ядра (3-е місце) та метання диску (4-е місце)                          | 3                          | 2015-           |          |  |